# RS-847
Pour les articles homonymes, voir Route 847.
La RS-847 est une route locale du Centre-Est de l'État du Rio Grande do Sul qui relie la RS-409, dans la municipalité de Vera Cruz, au district d'Albardão de la commune de Rio Pardo. Elle est longue de 14,910 km.